# Strongylosoma fasciatum
Strongylosoma fasciatum är en mångfotingart som beskrevs av Filippo Silvestri 1895. Strongylosoma fasciatum ingår i släktet Strongylosoma och familjen orangeridubbelfotingar. Inga underarter finns listade i Catalogue of Life.